# Władimir Despotuli
Władimir Michajłowicz Despotuli, ros. Владимир Михайлович Деспотули (ur. w 1885 w Kerczu w Rosji, zm. 20 sierpnia 1977 w Berlinie) – rosyjski wojskowy (porucznik), emigracyjny dziennikarz i publicysta
Był z pochodzenia krymskim Grekiem. Brał udział w I wojnie światowej. Służył w stopniu porucznika w ekspedycyjnym korpusie kawalerii w Persji. Był adiutantem jego dowódcy gen. Baratowa. Uczestniczył w wojnie domowej w Rosji po stronie białych. Po jej zakończeniu wyemigrował do Pragi, a następnie do Berlina. Pracował jako dziennikarz. W 1930 r. założył pismo „Nowoje słowo”, którego we wrześniu 1934 r. został głównym redaktorem. Po dojściu Adolfa Hitlera do władzy w Niemczech w 1933 r., pismo stało się głównym organem prasowym rosyjskiej emigracji. Władimir M. Despotuli współpracował też z pismem „Wozrożdienije”. Po ataku wojsk niemieckich na ZSRR 22 czerwca 1941 r. redagował propagandowe listy, ulotki, broszury itp., które były następnie rozpowszechniane wśród ludności okupowanych terytoriów Związku Sowieckiego. We wrześniu 1944 r. za kontakty z działaczami Narodowego Związku Pracujących (NTS) został aresztowany przez Gestapo i pozbawiony funkcji głównego redaktora pisma „Nowoje słowo”. Przebywał w areszcie domowym w Berlinie. Po zakończeniu wojny został schwytany przez funkcjonariuszy SMIERSZ-a i przewieziony do ZSRR, gdzie skazano go na karę 11 lat w łagrach. Po wyjściu na wolność w 1955 r., przyjechał do NRD, gdzie był nauczycielem jęz. rosyjskiego w Berlinie.